# Berlins Modenblatt
Berlins Modenblatt war eine Modezeitschrift in Ostberlin von 1945 bis 1962.

## Geschichte
Im Oktober 1945 gab der ehemalige Plakatzeichner Chery Karl Gessinger die erste Ausgabe von Berlins Modenblatt mit sowjetischer Lizenz heraus, als eine der ersten Modezeitschriften in Deutschland nach dem Krieg.  
Sie gab Anleitungen, wie aus Stoffresten, abgetragener Kleidung, ehemaligen Fliegermänteln und ähnlichem moderne und ansprechende Kleidung angefertigt werden konnte. 
1946 übergab er die Zeitschrift an den neuen Evers-Krenz-Verlag, blieb aber bis 1949 an der Erstellung beteiligt.
In diesem Jahr erzielte sie eine Auflage von 50.000 Exemplaren.  Verantwortliche Moderedakteurin war Anna P. Wedekind-Pariselle (wahrscheinlich schon seit 1945), die vor dem Krieg für die renommierte Zeitschrift Modenschau gearbeitet hatte, die ebenfalls praktische Alltagskleidung entworfen hatte.
Ab August 1951 übernahm der neue Verlag für die Frau in Leipzig Berlins Modenblatt. 1962 stellte er ihr Erscheinen ein und integrierte sie in die Praktische Mode (später Pramo).
Exemplare von Berlins Modenblatt, das für die ersten Ausgaben auf hauchdünnem Papier hergestellt wurde, befinden sich in verschiedenen Bibliotheken und im Lette-Verein. Die Galerie  in der Grunewaldstraße 15 in Berlin-Charlottenburg von Brigitte Stamm stellte 2020 einige frühe Exemplare aus.